# Lawrencium
Le lawrencium est un élément chimique, de symbole Lr (anciennement Lw jusqu'en 1963) et de numéro atomique 103. Produit artificiellement en 1961 par Albert Ghiorso, Torbjørn Sikkeland, Almon E. Larsh et Robert M. Latimer (États-Unis), il porte le nom d'Ernest Orlando Lawrence, qui découvrit le principe du cyclotron en 1929. Son point de fusion prédit est d'environ 1 627 °C.

## Synthèse
Il s'agit d'un élément synthétique observé pour la première fois le 14 février 1961 dans le Heavy Ion Linear Accelerator (HILAC) au Lawrence Radiation Laboratory de l'université de Berkeley en bombardant une cible constituée de 3 mg de trois isotopes de californium par des ions de bore 10 et de bore 11 pour produire ce qu'on pensa alors être du 257Lr mais qui s'avéra être en fait du 258Lr :
11
5B + 252
98Cf → 263
103Lr* → 258
103Lr + 5 1
0n.
Cette observation fut néanmoins contestée en 1967 par une équipe du JINR à Dubna, dans l'oblast de Moscou, qui montra que l'isotope 257Lr ne pouvait être responsable de la désintégration α à 8,6 MeV avec une période radioactive d'environ 8 s, contrairement à ce qui avait été identifié à Berkeley, mais qu'il s'agissait de l'isotope 258Lr ; ils produisirent également du 256Lr en bombardant une cible d'américium 243 avec des ions d'oxygène 18 :
18
8O + 243
95Am → 261
103Lr* → 256
103Lr + 5 1
0n.
Douze isotopes de lawrencium ont été produits à ce jour, de période radioactive allant de 0,36 s pour le 252Lr jusqu'à 11 heures pour le 266Lr.

## Isotopes
12 radioisotopes sont connus, de 252Lr à 266Lr, ainsi qu'un isomère (253mLr). L'isotope a la plus longue durée de vie connue est 266Lr avec une demi-vie de 11 heures. Des demi-vies plus longues sont attendues pour des isotopes plus lourds.

## Configuration électronique
La configuration électronique [Rn] 5f14 7s2 7p1 calculée par simulation relativiste fait exception à la règle de Klechkowski, qui prévoirait plutôt [Rn] 5f14 6d1 7s2 ; les calculs eux-mêmes donnent des résultats parfois contradictoires, de sorte qu'en l'absence d'une détermination expérimentale, il est pour l'heure impossible de trancher entre ces deux options.